# Organisation européenne de biologie moléculaire
L’Organisation européenne de biologie moléculaire (European Molecular Biology Organization ou EMBO) a été créée en 1964 pour promouvoir la biologie moléculaire en Europe.

## Historique
Les origines de l'EMBO remontent à 1963, quand un groupe de biologistes européens se réunissent à Ravello en Italie pour discuter les propositions de John Kendrew et Conrad Hal Waddington de créer une organisation de coopération et de laboratoire en biologie moléculaire. Les deux propositions sont approuvées et en juillet 1964, l'Organisation européenne de biologie moléculaire (European Molecular Biology Organization ou EMBO) est fondée officiellement.
La réunion de Ravello fixe deux objectifs initiaux pour l'EMBO : la création d'un laboratoire central et la mise en place d'activités de réseautage pour renforcer les interactions entre scientifiques à travers l'Europe. Pour atteindre ces objectifs, deux comités sont mis en place. Les efforts du Comité de laboratoire ont mené à la création du Laboratoire européen de biologie moléculaire (LEBM). 

### Médaille d'or de l'EMBO
Chaque année depuis 1986, l'EMBO décerne une médaille d'or accompagnée d'un prix de 10 000 euros à un scientifique européen dont les travaux en biologie moléculaire ont eu une portée mondiale. Les récipiendaires sont :
- 1986 : John Tooze (en)  Allemagne
- 1987 : Barbara Pearse  Royaume-Uni
- 1988 : Antonio Lanzavecchia (en)  Suisse
- 1989 : Hugh Pelham (en)  Royaume-Uni
- 1990 : Erwin Wagner (en)  Autriche
- 1991 : Patrick Stragier  France
- 1992 : Carl-Hendrik Heldin  Suède
- 1993 : Jim Smith  Royaume-Uni
- 1994 : Paolo Sassone-Corsi  Italie
- 1995 : Richard Treisman (en)  Royaume-Uni
- 1996 : Enrico Coen  Royaume-Uni
- 1997 : Dirk Gorlich  Allemagne
- 1998 : Adriano Aguzzi (de)  Suisse
- 1999 : Konrad Basler (de)  Suisse
- 2000 : Christof Niehrs (de)  Allemagne et Daniel St. Johnson  Royaume-Uni
- 2001 : Matthew Freeman  Royaume-Uni
- 2002 : Amanda Fisher  Royaume-Uni
- 2003 : Anthony Hyman (en)  Allemagne
- 2004 : María Blasco  Espagne
- 2005 : Dario Alessi (en)  Royaume-Uni
- 2006 : Frank Uhlmann (en)  Royaume-Uni
- 2007 : Jan Löwe (en)  Royaume-Uni
- 2008 : James Briscoe  Royaume-Uni
- 2009 : Olivier Voinnet  France
- 2010 : Jason Chin  Royaume-Uni
- 2011 : Simon Boulton (en)  Royaume-Uni
- 2012 : Jiří Friml  Belgique
- 2013 : Thijn Brummelkamp  Pays-Bas
- 2014 : Sophie Martin  Suisse
- 2015 : Sarah Teichmann  Royaume-Uni et Ido Amit  Israël
- 2016 : Richard Benton  Suisse et Ben Lehner  Espagne
- 2017 : Maya Schuldiner (en)  Israël
- 2018 : Marek Basler  Tchéquie, et Melina Schuh (en)  Allemagne
- 2019 : M. Madan Babu  Royaume-Uni et Paola Picotti  Suisse
- 2020 : Sarah-Maria Fendt  Belgique et Markus Ralser  Allemagne
- 2021 : Andrea Ablasser  Suisse
- 2022 : Prisca Liberali  Italie
- 2023 : Julia Mahamid  Allemagne